# Martyna Synoradzka
Martyna Synoradzka (Poznań, 30 gennaio 1988) è una schermitrice polacca.

## Palmarès
- Europei

Novi Sad 2018: bronzo nel fioretto individuale.